# Yersey
Yersey è un vulcano sottomarino situato nell'Oceano Pacifico, nella regione delle Piccole Isole della Sonda, in Indonesia.
Nelle vecchie carte nautiche veniva indicato come vulcano attivo e posizionato nella parte meridionale del bacino del Mar di Banda. Durante un'indagine oceanografica del 1929, il vulcano fu individuato a una profondità di 3.800 metri, lungo la dorsale che si estende dallo stratovulcano Batu Tara nel Mar di Flores, fino all'isola vulcanica di Gunungapi Wetar.